# Roberto Micheletti

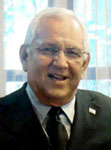
Roberto Micheletti, 2009

Roberto Micheletti Bain (* 13. August 1948 in El Progreso, Departamento Yoro, Honduras) ist ein honduranischer Unternehmer und Politiker (Partido Liberal de Honduras). 2006 wurde er Präsident des honduranischen Parlaments. Am 28. Juni 2009 wurde er nach einem Putsch vom honduranischen Parlament zum Interimspräsidenten des Landes ernannt und übte dieses Amt bis zum 27. Januar 2010 aus.

## Politische und berufliche Karriere
Micheletti, Sohn italienischer Einwanderer aus der Lombardei, ist Transportunternehmer in seiner Heimatstadt El Progreso. Während der Amtszeit von Präsident Carlos Roberto Flores Facussé (1998–2002) war er Direktor der staatlichen Telefongesellschaft Hondutel. Im Januar 2006 wurde er Präsident des honduranischen Parlaments. 2008 bewarb er sich um die Nominierung seiner Partei für die Präsidentschaftswahlen im November 2009, scheiterte jedoch am amtierenden Vizepräsidenten Elvin Ernesto Santos.

## Präsidentschaft

### Einsetzung als Präsident
Am Morgen des 28. Juni 2009 wurde der rechtmäßige Präsident Manuel Zelaya, der als linksliberal und Michelettis parteiinterner Widersacher galt, vom honduranischen Militär gestürzt, zunächst gefangen genommen und dann nach Costa Rica ausgeflogen. Micheletti als Präsident des Nationalkongresses wurde von diesem zum Interimspräsidenten ernannt, war international aber nicht anerkannt. Der Putsch in Honduras 2009 war der erste Putsch in den vergangenen 16 Jahren in Zentralamerika.
Im November 2009 wurde Micheletti zum Vizepräsidenten der Liberalen Internationalen gewählt, einem Dachverband liberaler Parteien, dem unter anderem auch die deutsche FDP angehört.

### Regierungskabinett
Am 28. Juni 2009 wurde das De-facto-Kabinett eingeschworen
1. Enrique Ortez Colindres, Canciller de la República (Außenminister), seit 13. Juli 2009 Carlos López Contreras
2. Gabriela Núñez, Finanzministerin
3. Desiré Rosales, Leiterin des Consejo de Ciencia y Tecnología de Honduras (COHCIT, Wissenschaftsministerin)
4. Adolfo Lionel Sevilla, Verteidigungsminister,
5. Enrique Ortez Colindres, Minister für Inneres und Justiz vom 13. bis 14. Juli 2009 (Rücktritt)
6. Nicolás García Sorto, Arbeitsminister
7. Norman Ochoa, Leiter der Secretaria de Recursos Naturales y Ambiente (SERNA, Umweltminister)
8. Sandra Midence, Präsidentin der Banco Central de Honduras.
9. Mario Noé Villafranca, Gesundheitsminister

### Rückkehr zur Demokratie
Am 29. November 2009 fand wie geplant die Präsidentenwahl statt. Als neuer Präsident von Honduras wurde Porfirio Lobo Sosa von der Nationalkonservativen Partei gewählt, dem Micheletti am 27. Januar 2010 das Amt übergab.